# كريس هورفورد
كريس هورفورد هو دبلوماسي ومحاسب وسياسي أسترالي وبريطاني، ولد في 30 يوليو 1931 في Mhow ‏ في الهند. نشط حزبياً في حزب العمال الأسترالي. وقد انتخب وزير الخدمات الاجتماعية ‏ (16 فبراير 1987 – 24 يوليو 1987) وانتخب عضو مجلس النواب الأسترالي ‏ عن دائرة Division of Adelaide ‏ (25 أكتوبر 1969 – 31 ديسمبر 1987).